# Ian Hansen
Ian Hansen (* 27. Oktober 1982 in Hamburg als Jan Hansen) ist ein deutscher Schauspieler und Regisseur.

## Leben und Schaffen
Hansen wuchs auf Finkenwerder auf und spielte ab 1999 in der Hamburger Theatertruppe Die Megaperls mit. Eines seiner ersten Bühnenengagements hatte er in dem Musical  Buddy. Nach seinem Umzug nach Berlin studierte er unter Teresa Nawrot an der „Reduta Berlin“. In dem Theaterstück Tagebuch eines Wahnsinnigen spielte er die Hauptrolle und war damit 2015 und 2016 auf vielen Berliner Bühnen zu sehen.
Seine erste TV-Rolle hatte er in Gute Zeiten, schlechte Zeiten. Darüber hinaus war er meist in Nebenrollen zu sehen, so zum Beispiel in Hai-Alarm am Müggelsee und Anonymus. 2016 wurde ihm die Regie bei dem Spielfilm Sur les traces de ma mère übertragen, einer mit 432.000 Euro budgetierten französischen Produktion, in welcher er auch eine Nebenrolle spielte. Später produzierte er Les Fantômes und schrieb sein erstes eigenes Drehbuch zu dem Film Ein Liebhaber für drei.
Hansen lebt in Berlin-Kreuzberg.

## Filmografie

### Schauspieler
- 2011: Anonymus (Regie: Roland Emmerich)
- 2013: Hai-Alarm am Müggelsee (Regie: Leander Haußmann, Sven Regener)
- 2014: Gute Zeiten, schlechte Zeiten (Gastrolle)
- 2016: Sur les traces de ma mère
- 2021: Glück (Regie: Henrika Kull)

### Regisseur oder Produzent
- 2016: Sur les traces de ma mère
- 2018: Les Fantômes (Regie: Alexandre Vallès)
- 2021: Ein Liebhaber für drei